# Leonard Huxley
Leonard Huxley (11 dicembre 1860 – 2 maggio 1933) è stato un docente, biografo e editore britannico.

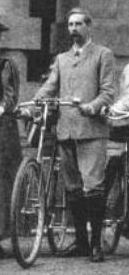

Suo padre è stato lo zoologo Thomas Henry Huxley (il Bulldog di Darwin). Leonard è stato istruito presso la University College School, Londra, la San Andrews University e il Balliol College, Oxford. Ha sposato in prime nozze Julia Arnold, figlia di Tom Arnold e cognata del romanziere Thomas Humphry Ward (sua sorella Mary Augusta Arnold era moglie di H. Ward), suoi zii erano il poeta Matthew Arnold e il dottor Thomas Arnold, preside della Scuola di Rugby (immortalato come un personaggio de I giorni di scuola di Tom Brown).
I loro quattro figli furono: il biologo Julian Sorell Huxley (nato nel 1887) e lo scrittore Aldous Leonard Huxley (nato nel 1894). Il loro figlio di mezzo, Noel Trevenen (nato nel 1889) si suicidò nel 1914. La loro unica figlia femmina, Margaret Arnold Huxley, è nata nel 1899 ed è morta a 82 anni l'11 ottobre 1981. La prima moglie di Huxley morì di cancro nel 1908 e, in seconde nozze, Leonard sposò Rosalind Bruce ed ebbe due figli. Il più anziano di questi è stato David Bruce Huxley (nato nel 1915), la cui figlia Angela sposò George Pember Darwin, figlio del fisico Charles Galton Darwin. Il giovane è il pluripremiato Andrew Huxley.

## Lavori
Le grandi biografie di Huxley sono state raccolte in tre volumi della vita e delle lettere di Thomas Henry Huxley e in altri due volumi dedicati al botanico Joseph Dalton Hooker. Ha inoltre pubblicato Thomas Henry Huxley: disegno di un personaggio, e una breve biografia di Darwin. È stato assistente al comandante Charterhouse School tra il 1884 e il 1901. È stato poi il vicedirettore del Cornhill Magazine tra il 1901 e il 1916, diventando il suo editore nel 1916.
- 1900 Life and Letters of Thomas Henry Huxley 2 vols
- 1912 Thoughts on education drawn from the writings of Matthew Arnold
- 1913 Scott's last expedition 2 vols
- 1918 Life and Letters of Sir Joseph Dalton Hooker OM, GCSI 2 vols
- 1920 Anniversaries, and other poems
- 1920 Thomas Henry Huxley: a character sketch
- 1920 Charles Darwin
- 1926 Progress and the unfit
- 1926 Sheaves from the Cornhill
- 1929 Jane Welsh Carlyle: letters to her family 1839-1863
- 1930 Elizabeth Barrett Browning: letters to her sister 1846-1859